# والتر بي. شامبرز
والتر بي. شامبرز (بالإنجليزية: Walter B. Chambers)‏ هو مهندس معماري أمريكي، ولد في 15 سبتمبر 1866 في بروكلين في الولايات المتحدة، وتوفي في 19 أبريل 1945 في نيويورك في الولايات المتحدة.